# Powiat de Malbork
Le powiat de Malbork (en polonais, powiat malborski) est un powiat appartenant à la voïvodie de Poméranie, dans le nord de la Pologne.

## Division administrative

Carte du powiat

Le powiat de Malbork comprend 6 communes :
- 1 commune urbaine : Malbork ;
- 4 communes rurales : Lichnowy, Malbork, Miłoradz et Stare Pole ;
- 1 commune mixte : Nowy Staw.